# Efferia patagoniensis
Efferia patagoniensis är en tvåvingeart som först beskrevs av Macquart 1850.  Efferia patagoniensis ingår i släktet Efferia och familjen rovflugor. Inga underarter finns listade i Catalogue of Life.